# 诺阿耶
诺阿耶（法語：Noailles，法語發音：[nɔaj]）是法国瓦兹省的一个市镇，属于博韦区。

## 地理
诺阿耶（49°19'40"N, 2°12'0"E）面积10.04 平方千米，位于法国上法蘭西大區瓦兹省，该省份为法国北部内陆省份，北起索姆省，西接厄尔省和滨海塞纳省，南至塞纳-马恩省和瓦兹河谷省，东临埃纳省。
与诺阿耶接壤的市镇（或旧市镇、城区）包括：贝尔特库尔、科维尼、泰勒地区拉布瓦西耶尔、蓬雄、圣热纳维耶夫、锡伊-蒂亚尔。

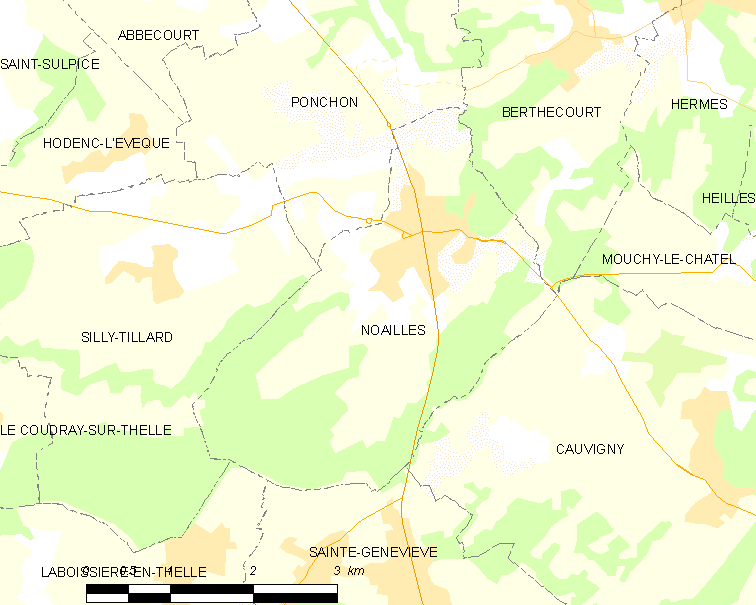
诺阿耶的OSM定位图

诺阿耶的时区为UTC+01:00、UTC+02:00（夏令时）。

## 行政
诺阿耶的邮政编码为60430，INSEE市镇编码为60462。

## 政治
诺阿耶所属的省级选区为韦克桑地区肖蒙县。

## 人口

1962-2008年间诺阿耶人口变化图示

诺阿耶于2022年1月1日时的人口数量为2857人。